# Омега (слово)
Омега (велико Ω, мало ω, грч. Ωμέγα) је 24. и уједно и последње слово грчког алфабета. У грчком нумеричком систему има вредност 800. У дословном значењу омега означава „велико О“ (о мега) и у супротном је значењу у односу на слово омикрон која значи „мало О“ (о микрон). У модерном грчком омега има исту звучност као и омикрон. 
У класичном грчком језику ово слово се звало ō (ὦ), док је омикрон био оу (οὖ). Садашње име је из византијског периода. 
У српском језику омега се транскрибује као о (χρώμα [хрома] - боја).
У симболичком значењу, омега као последње слово често означава крај или свршетак нечега, а најбољи пример је део из Новог завета где се спомиње Бог као алфа и омега (ἐγὼ τὸ ἄλφα καὶ τὸ ὦ, ὁ πρῶτος καὶ ὁ ἔσχατος, ἡ ἀρχὴ καὶ τὸ τέλος. [ Его то алфа каи то о, о протос каи о есхатос, и архи каи то телос]; Ја сам алфа и омега, први и последњи, почетак и крај.).